# Nembrionic
Nembrionic, anciennement Nembrionic Hammerdeath, est un groupe néerlandais de death metal, originaire de Zaanstad, actif entre 1988 et 1999.

## Histoire
Le groupe est formé en 1988. Deux ans plus tard, le batteur Noel Derek Rule van Eersel et le guitariste Dennis « Gor Gho Phon » Jak rejoignent la formation. Par la suite, une première démo sort en 1991 sous le nom de Lyrics of Your Last Will. Le groupe contribue également au morceau In Your Own Hell pour le sampler And Justice for None. Ces publications sont suivies de concerts avec Nocturnus, Confessor, Consolation, Grave et Altar. En 1992, le groupe signe un contrat avec Displeased Records. En janvier 1993, l'EP Themes on an Occult Theory sort, suivi de concerts en première partie de Pestilence. La même année, un split avec Consolation sort, puis le groupe fait une tournée européenne avec At the Gates. En 1995, le premier album Psycho One Hundred sort. Entre-temps, le groupe change de nom en Nembrionic, et se compose alors du chanteur et guitariste Marco « Thorgrim » « Bor » Westenbrink, du guitariste Dennis Jak, du bassiste Jamil Berud et du batteur Noel Derek Rule van Eersel. En 1996 sort Briljant, hard en geslepen, un album de collaboration avec les membres du groupe Osdorp Posse. Les deux groupes se produisent la même année au Dynamo Open Air.
En 1996, Nembrionic participe également au Pinkpop et fait la première partie de Slayer au Paradiso en juin. L'année suivante, l'EP Bloodcult sort, composé de l'EP Themes on an Occult Theory, d'un ancien morceau inédit et de trois nouveaux morceaux. Les enregistrements ont lieu les 17, 18 et 24 novembre 1992 au Beaufort Studio. L'EP est tiré à 1 800 exemplaires. L'album Incomplete suit en 1998. L'année suivante, le groupe se sépare.

## Style musical
Eduardo Rivadavia d'AllMusic classe le groupe dans le grindcore. Sur Psycho One Hundred, le groupe incorpore quelques éléments de death metal, tandis que Briljant, Hard en Geslepen est qualifié de deathcore expérimental . Anthony van den Berg classe le groupe dans le death metal dans un numéro spécial du Metal Hammer en 1991. Selon Claudia Pajzderski du même magazine, le groupe joue sur Psycho One Hundred du grindcore ordinaire, qui est énormément rapide et qui a un chant extrêmement grave.

## Discographie
- 1991 : Lyrics of Your Last Will (démo)
- 1993 : Beautyfilth / Tempter (split avec Consolation, Displeased Records)
- 1993 : Themes on an Occult Theory (EP, Displeased Records)
- 1994 : Hardcore Leeft (split avec Consolation et Osdorp Posse, Djax Records)
- 1995 : Psycho One Hundred (album, Displeased Records)
- 1996 : Briljant, hard en geslepen (album, Djax Records ; avec Osdorp Posse)
- 1997 : Bloodcult (EP, Displeased Records)
- 1998 : Incomplete (album, Displeased Records)